# 프랭크 윌리엄스 (선교사)

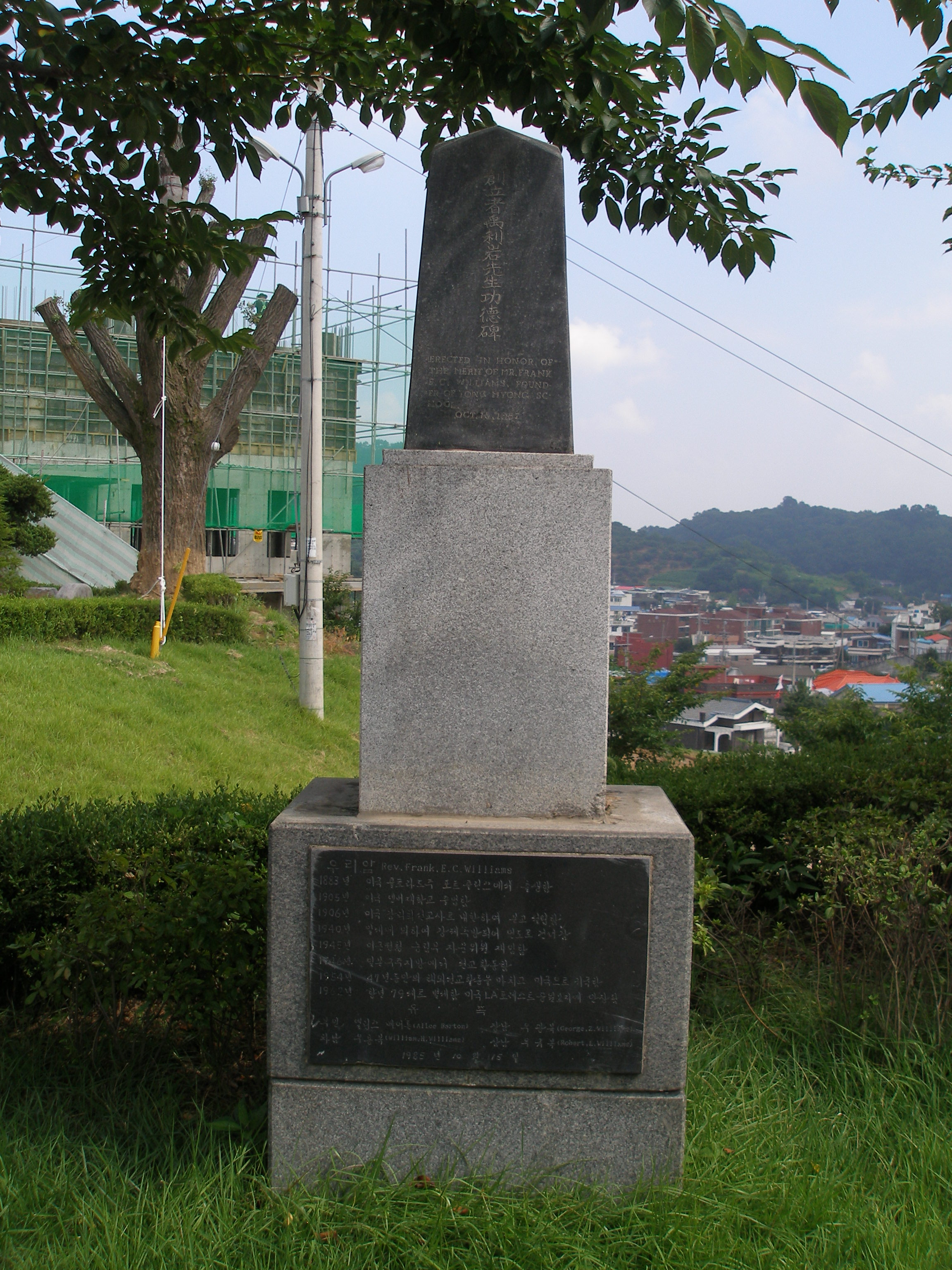
윌리엄스 선교사 기념비 (공주영명고등학교 소재)

프랭크 윌리엄스(Frank E. C. Williams, 1883년 ~ 1962년)는 미국의 선교사이다. 공주 영명학교의 설립자이다.
미국 콜로라도주 덴버에서 태어났다. 한국에서 선교 활동을 하면서 우리암(禹利岩)이라는 한국 이름을 썼다. 공주 영명학교(지금의 공주영명고등학교)를 세워 35년간 그곳에서 일하였다. 영명학교의 초대(1906.10.15~1933.12.31), 2대(1934.01.01~1940.01) 교장을 맡았다. 1940년 일제에 의하여 추방되었다. 1943년 광복군 인면공작대가 그가 일하는 인도 델리 근처의 학교에서 훈련을 받았다는 기록이 있다. 제2차 세계대전 시에는 인도의 영국군총사령부에서 근무하였다고 추정된다.
이차대전 종전 후 그의 부인은 다시 한국에 돌아와서 이화여대에서 영어를 가르쳤다.

## 가족
- 아들
  - George Zur Williams[3]
  - 윌리암스(G. Z. Williams) 소령(미군정장관 특별보좌관)[4]